# Moritz Mohl
Pour les articles homonymes, voir Mohl.
Moritz Mohl (né le 9 février 1802 à Stuttgart, mort le 18 février 1888 dans la même ville) est un économiste et homme politique wurtembergeois.

## Biographie
Moritz Mohl est un frère de Robert von Mohl, Jules Mohl et Hugo von Mohl.
Il étudie l'économie à Tübingen puis à l'institut agricole de Hohenheim. En 1826, il devient référendaire puis assesseur à l'administration des douanes à Stuttgart et en 1831 assesseur de la Chambre fiscale à Reutlingen. Après avoir passé cinq ans en France à faire des recherches sur les conditions économiques de l'État et le système éducatif de ce pays, il revient à Stuttgart en 1841.
En 1848, il participe aux réunions du pré-parlement puis est élu de la circonscription de Heidenheim-Aalen au Parlement de Francfort, où il fait partie de la gauche modéré.
Il appartient également au parlement croupion allemand. Partisan de l'antisémitisme, il exige des restrictions à une égalité juridique avec les Juifs, les considérant comme ne faisant pas partie du peuple allemand. Sa demande est rejetée notamment après la réponse de Gabriel Riesser.
Au parlement du Wurtemberg, Mohl fait partie de l'extrême gauche jusqu'en 1887. Il est aussi membre du Zollparlament et du Reichstag jusqu'en 1874.
Mohl est un grand partisan de la solution grande-allemande en ralliant les états du sud à la Confédération de l'Allemagne du Nord ; après 1870, il combat toute extension de la compétence de l'Empire et promeut une économie protectionniste.